# Добошовиці
Добошовиці (пол. Doboszowice, нім. Hertwigswalde) — село в Польщі, у гміні Каменець-Зомбковицький Зомбковицького повіту Нижньосілезького воєводства.
Населення — 654 особи (2011).
У 1975-1998 роках село належало до Валбжиського воєводства.

## Демографія
Демографічна структура станом на 31 березня 2011 року:
|          | Загалом | Допрацездатний вік | Працездатний вік | Постпрацездатний вік |
| -------- | ------- | ------------------ | ---------------- | -------------------- |
| Чоловіки | 327     | 60                 | 243              | 24                   |
| Жінки    | 327     | 55                 | 199              | 73                   |
| Разом    | 654     | 115                | 442              | 97                   |